# Leucothrinax morrisii
Leucothrinax morrisii là loài thực vật có hoa thuộc họ Arecaceae. Loài này được (H.Wendl.) C.Lewis & Zona mô tả khoa học đầu tiên năm 2008.

## Hình ảnh

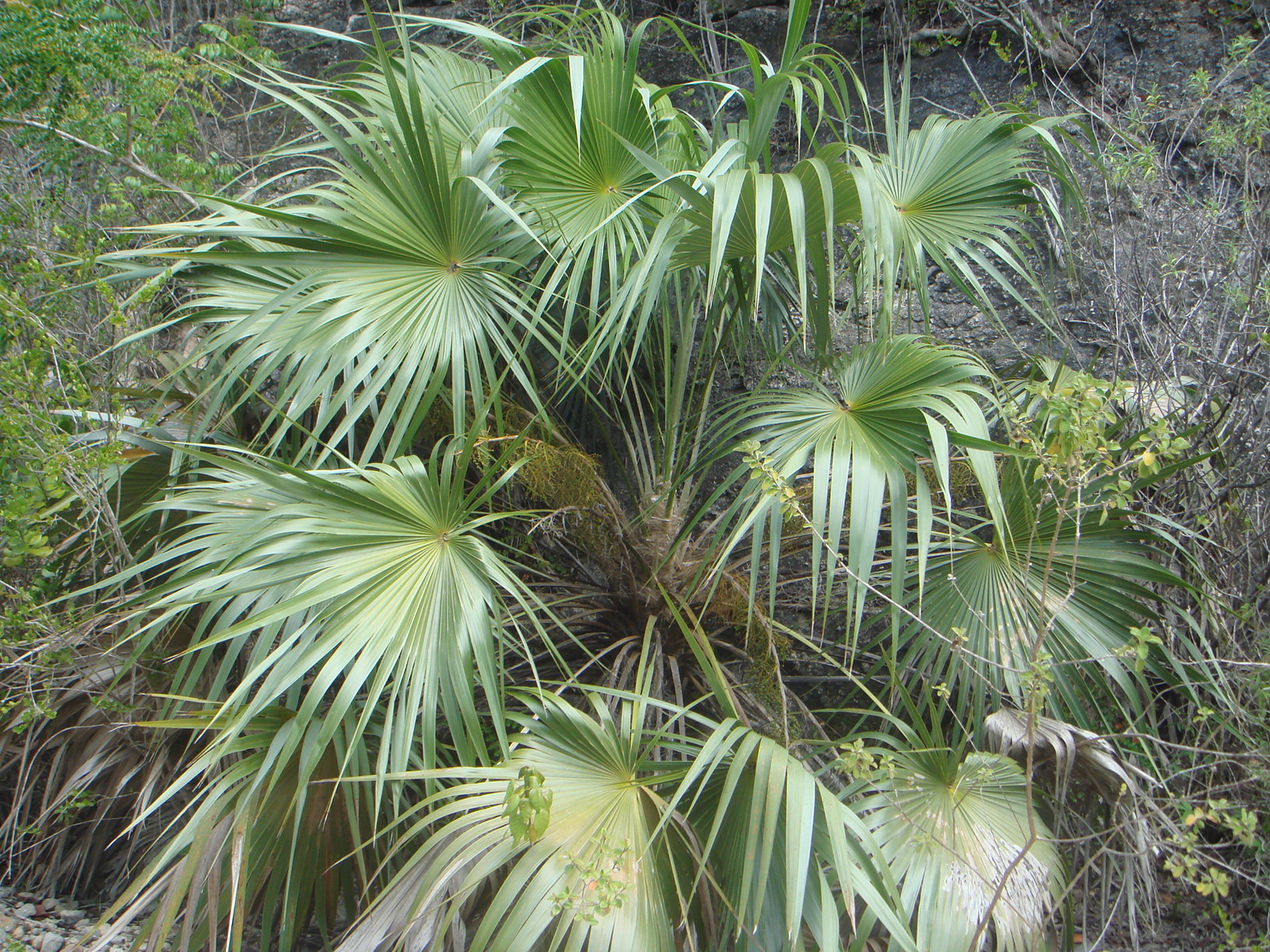